# Jakob J. Kenda
Jakob Jaša Kenda, slovenski prevajalec, literarni zgodovinar, pisatelj in kulturni menedžer * 16. april 1973, Jesenice.

## Življenjepis
Jakob J. Kenda se je po maturi na naravoslovno-matematični smeri Gimnazije Jesenice preselil v Ljubljano, kjer je leta 1997 zagovarjal diplomi iz literarne zgodovine in literarne teorije. Po letu 1997 je opravljal različne poklice: poučeval je slovenski jezik s književnostjo na Srednji šoli za oblikovanje in fotografijo ter predaval na Slovenistiki Univerze v Novi Gorici, več let je imel status samostojnega prevajalca, vmes pa je v vlogi kriznega menedžerja reševal različne kulturne institucije. Tako je s ponovnim osmišljenjem in ponovno vzpostavitvijo njenih bistvenih funkcij zagotovil obstoj ljubljanske Pionirske knjižnice, ki se je v času njegovega vodenja preoblikovala v Pionirsko, bil je predsednik slovenske sekcije Mednarodne zveze za mladinsko književnost (IBBY), v Radovljici je kot direktor v času kinematografske digitalizacije z nizom prenovitvenih del in novo programsko usmeritvijo ohranil tamkajšnji kinematograf, zadnji na področju zgornje Gorenjske. Vodil je tudi Združenje avtorjev in nosilcev malih in drugih avtorskih pravic (ZAMP).

## Prevodi
Prevajati je začel med študijem, najprej za gledališča, kasneje pa tudi za založbe in televizijske hiše. Za slednje je poleg mnogih nadaljevank in nanizank prevedel vrsto znanih filmov, mdr. Umazani Harry, Škrlatni dež in Vrtoglavica. V okviru prevajalskega dela za založbe je najbolj znan po svojih prevodih za mlade bralce; prevajal je J. D. Salingerja, P. Pullmana, J. K. Rowlingovo in druge. Izmed njegovih gledaliških prevodov pa velja omeniti vsaj dela T. Williamsa, T. Stopparda, E. O'Neilla in M. Ravenhilla. Za svoje prevajalsko delo je med letoma 2001 in 2005 petkrat zapored prejel nagrado Moja najljubša knjiga v kategoriji prevod, leta 2004 pa najvišje mednarodno odlikovanje za prevajalca mladinske književnosti, nagrado Častne liste Mednarodne zveze za mladinsko književnost.

## Literarnozgodovinsko delo
Literarne raziskave je opravljal predvsem na področju dramatike, prevodoslovja, mladinske književnosti in fantastične književnosti. S teh področij so večinoma njegovi številni krajši prispevki za različne časopise in revije - Tribuna, Razgledi, Delo itd. - pa tudi daljši spisi za strokovne in znanstvene revije (Primerjalna književnost, Literatura, Otrok in knjiga) ter različne zbornike. S področja literarnih raziskav velja posebej izpostaviti njegovo monografijo, ki je leta 2009 izšla pri Založbi Mladinska knjiga, Fantazijska književnost: očrt teorije žanra in njegovega sodobnega modela. Kot literarni raziskovalec je bil član različnih komisij, mdr. komisije za Levstikovo nagrado, za Grumovo nagrado, za Izvirno slovensko slikanico in komisije Dni slovenske komedije. Pridobil je tudi naziv asistenta na Fakulteti za humanistiko Univerze v Novi Gorici, kjer je eno leto vodil seminar svetovne književnosti, z zagovorom doktorske disertacije na Oddelku za primerjalno književnost Filozofske fakultete pa je prejel naziv doktor znanosti na področju literarnih ved.

## Drugo delo
Ukvarjal se je s pedagogiko prevoda in je pri Javnem skladu RS za kulturne dejavnosti vrsto let vodil seminarje prevajanja iz angleščine. Za založbo Didakta je zasnoval zbirko Gostosevci in uredil prva dva romana zbirke ter pri založbi Rokus souredil antologijo poezije za mlade Peti letni čas. Kot soavtor je sodeloval pri berilih za osnovno šolo Svet iz Besed (založba Rokus), pri berilih za gimnazije Branja in pri berilih za srednje strokovne šole Od branja do znanja (oboje DZS). S svojimi priljubljenimi potopisi Apalaška pot: 3500 kilometrov hribov in Amerike (2018), Transverzala (2020) in Evropa: sever, severozahod, za katere je prejel vrsto nagrad - Krilata želva (vseslovenska nagrada za najboljši potopisni roman), Najboljši literarni prvenec  in Najboljše samozaložniško prozno delo - se je uveljavil kot eden vidnejših avtorjev slovenskega literarnega potopisa. Z Vodnikom po Transverzali, ki ga je izdelal skupaj s svojim sinom Aljažem, pa je v prvi v evropski prostor prenesel naprednejšo ameriško obliko pohodniškega vodnika.